# Unpause
Unpause (o traducido como "Sin pausas") es el decimoquinto episodio de la novena temporada de la serie de televisión de CBS How I Met Your Mother y el episodio 199 de la serie en general. Este también es el episodio donde finalmente se revelan los nombres de hijos de Ted; el nombre de la hija es Penny y el hijo es Luke.

## Reparto
- Josh Radnor como Ted Mosby.
- Jason Segel como Marshall Eriksen.
- Cobie Smulders como Robin Scherbatsky.
- Neil Patrick Harris como Barney Stinson.
- Alyson Hannigan como Lily Aldrin.
- Cristin Milioti como The Mother. (ausente)
- Bob Saget como Futuro Ted Mosby. (voz, no acreditado)

## Trama
En 2017, la esposa de Ted entra en trabajo de parto durante su estancia en el Farhampton Inn, donde ellos estaban disfrutando de su último fin de semana antes de que llegue su nuevo bebé. Ted le dice a su esposa que él espera que el bebé llegue pronto debido a la regla de su madre de que «nada bueno ocurre después de las 2:00 a.m.». Sin embargo, su esposa dice que no cree en la regla y se preparan para ir al hospital.
Cuatro años antes exactamente a las 2:01 a. m., 16 horas antes de la boda, el grupo tiene una última ronda de tragos antes de ir a la cama. Marshall sigue ordenando bebidas para demorar su inevitable enfrentamiento con Lily sobre su nuevo trabajo y el plan de ir a Italia. También utiliza la oportunidad para irritar a Ted con los juguetes de la infancia que recibió de la señora Mosby (uno de ellos siendo una tortuga de peluche de juguete con una grabación de voz), pero Lily insiste que se vayan. Cuando Marshall se entera de que Lily quiere tener la discusión después de que tengan relaciones sexuales, intenta prolongar sus relaciones sexuales tanto como sea posible.
Justo cuando Ted, Robin y Barney están listos para terminar la noche, Barney revela información embarazosa sobre sí mismo. Ted y Robin se dan cuenta de que las bebidas han llevado a Barney a un estado de ebriedad donde contestará sinceramente cualquier pregunta, dándoles la oportunidad de preguntar lo que siempre quisieron saber sobre él. Conforme Ted y Robin preguntan a Barney, Barney hace un número de revelaciones tales como: Barney y Virginia nunca llegaron a donde Ted imaginaba, Barney gasta una suma anual exorbitante en trajes y la familia de Robin es increíblemente rica, lo que irrita a Ted porque él pagaba por todo durante su relación y nunca ella, mientras que Robin se defiende diciendo que sólo pertenece a su familia y no a ella. Robin trata de averiguar por qué Barney insinúa que el portador del anillo es un oso y si en realidad va a haber un oso en la boda en varias ocasiones. Después de algunos intentos fallidos, Barney le dice a Robin que habrá un portador del anillo, cuyo nombre es Trevor Hudson, y que Barney trabajó con su madre. Desconocido por Robin, un cuidador de animales más tarde es visto caminando con un «Trevor Hudson» (que no es visto) en una cadena, por lo que es confuso si Trevor es en efecto un oso o un hombre agresivo.
Ted tiene una pregunta especial: sobre el trabajo real de Barney, dado que él siempre esquiva al grupo diciendo «por favor» («please») cuando le preguntan qué hace para ganarse la vida. Cuando Barney todavía responde de igual manera, Ted adivina que «please» en realidad podría estar refiriéndose al trabajo y pide más información. Barney les recuerda cómo se había transformado de un hippie a su estado actual después de que un yuppie llamado Greg le quitó a su novia, Shannon, en 1998 y que necesitaba ayuda para transicionar completamente en el mundo corporativo. Después de rastrear a Greg, quien no pudo reconocerlo, Barney aceptó una oferta de trabajo lucrativa de Greg donde está simplemente responsable de firmar cualquier documento jurídicamente discutible puesto delante de él. El «please» se explica como «Provide Legal Exculpation And Sign Everything» («proporcionar exculpación legal y firmar todo»). Ted y Robin están horrorizados, señalando que Barney podría ser culpado como otro empleado que fue detenido el día que se aplicó. Barney les dice que el trabajo era parte de su plan maestro: en realidad está trabajando con el Departamento de Justicia para arrestar a Greg por los crímenes de su compañía (y finalmente conseguir su venganza por lo que le hizo Greg hace años). Futuro Ted dice que unos meses después de la boda, Barney reveló su verdadera identidad a Greg mientras agentes del FBI lo arrestaron en el lugar. Satisfecho con el interrogatorio, Robin dice adiós a Barney por última vez antes de la ceremonia. Cuando Ted le pregunta a Barney cómo se siente acerca de casarse finalmente, Barney confirma que está nervioso, pero sabe que Robin es parte de lo que lo hace increíble y reafirma su amor por ella.
Al mismo tiempo, Marshall le dice a Lily en la habitación que no van a empezar a pelear hasta después del sexo, lo que hace que Marshall se determine a hacerle el amor a Lily hasta dejarla dormida. Incluso se alista con la ayuda de algunas drogas que mejoran el rendimiento de Barney para sostener una noche de pasión. Marshall tiene éxito, pero sin darse cuenta la despierta y luchan. Marshall explica que ama a Lily pero que ser juez es un trabajo que no puede dejar pasar y que Lily podría dejar su afición como consultora técnica. Lily es firme sobre ir tras su sueño en Italia y se niega a ceder. Cuando Lily lo acusa de ser más egoísta con ella que ella alguna vez fue con él, Marshall llama a su lógica a cabo citando cómo ella lo dejó meses antes de su primera boda para seguir una beca de arte en San Francisco. Lily refuta con el hecho de que ella se disculpó varias veces y nada es más importante para ella que su familia y se siente mal porque Marshall dice que ahora más que nunca la perdonó por lo que hizo. Marshall exige saber si él, Marvin, y sus futuros hijos que puedan tener están actuando como un premio de consolación por lo que Lily no tuvo éxito en la búsqueda en San Francisco. Incapaz de responder, y sin detenerse, una Lily muy alterada llama a alguien para que la recoja del Farhampton Inn.
Volviendo al 2017, la familia Mosby va al hospital para que la Madre puede dar a luz a segundo hijo. Ted le dice a su esposa que él y Penny (su hija) están orgullosos de ella, revelando el nombre de su hija al público por primera vez. Como los Mosby parten, Futuro Ted comenta: «2:00 a.m. Es una buena regla. Pero toda regla tiene una excepción, y para nosotros esa excepción fuiste tú, Luke», refiriéndose a su hijo.

## Blog de Barney
Barney escribe una entrada a pesar de estar totalmente ebrio.